# Mazda CX-9
Mazda CX-9 – samochód osobowy typu SUV klasy wyższej produkowany pod japońską marką Mazda w latach 2006–2023.

## Pierwsza generacja

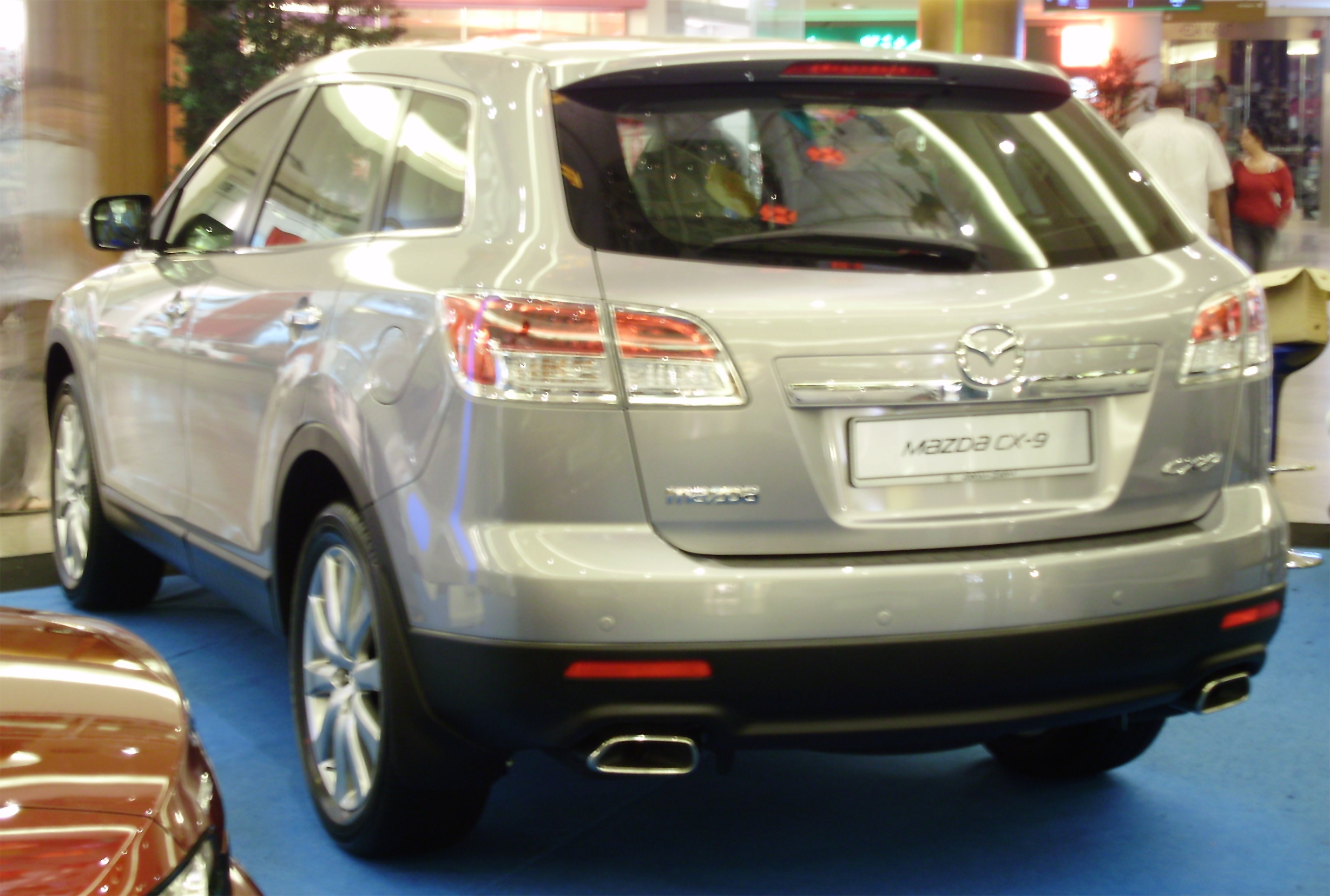
Mazda CX-9 I - tył

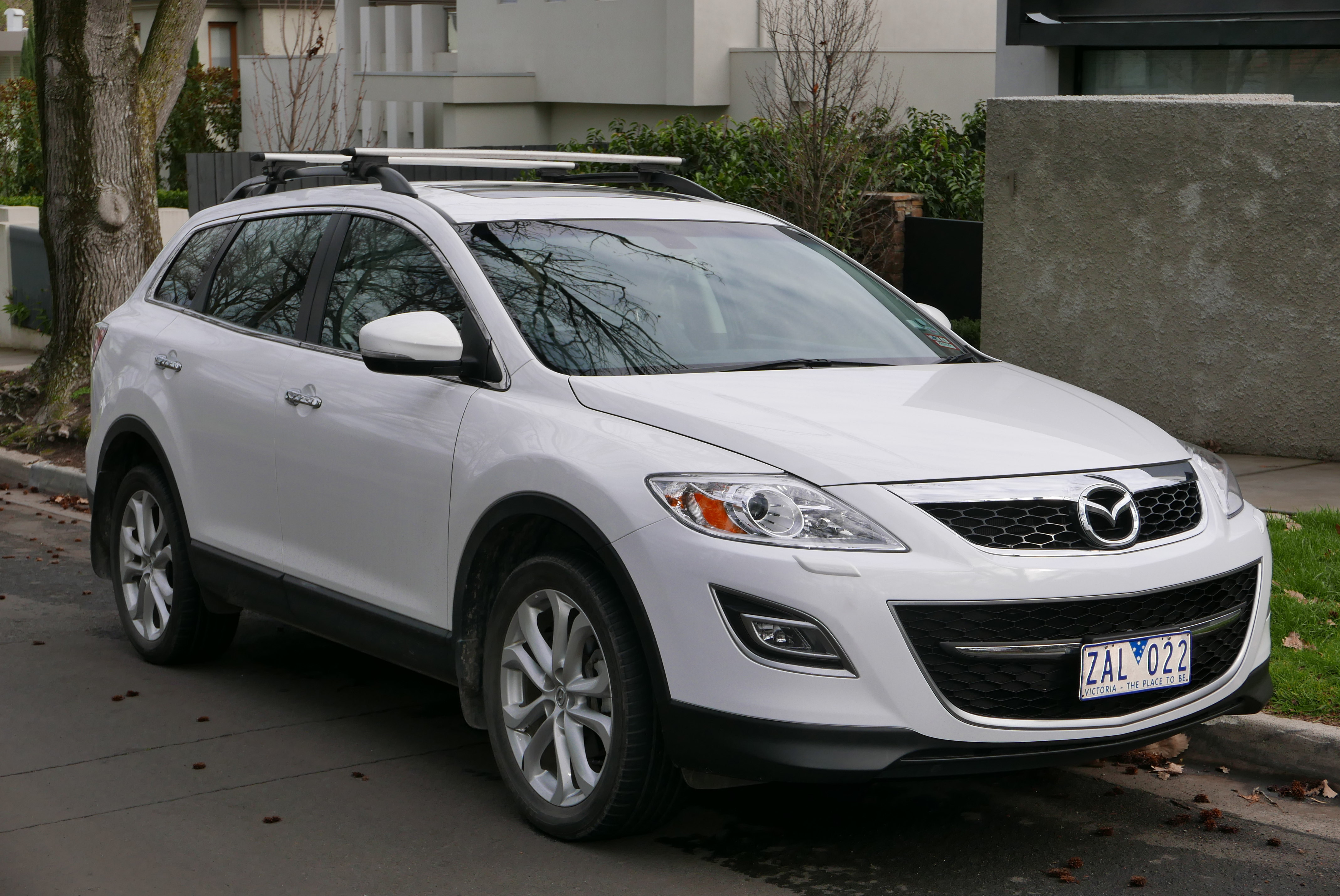
Mazda CX-9 I po pierwszym liftingu

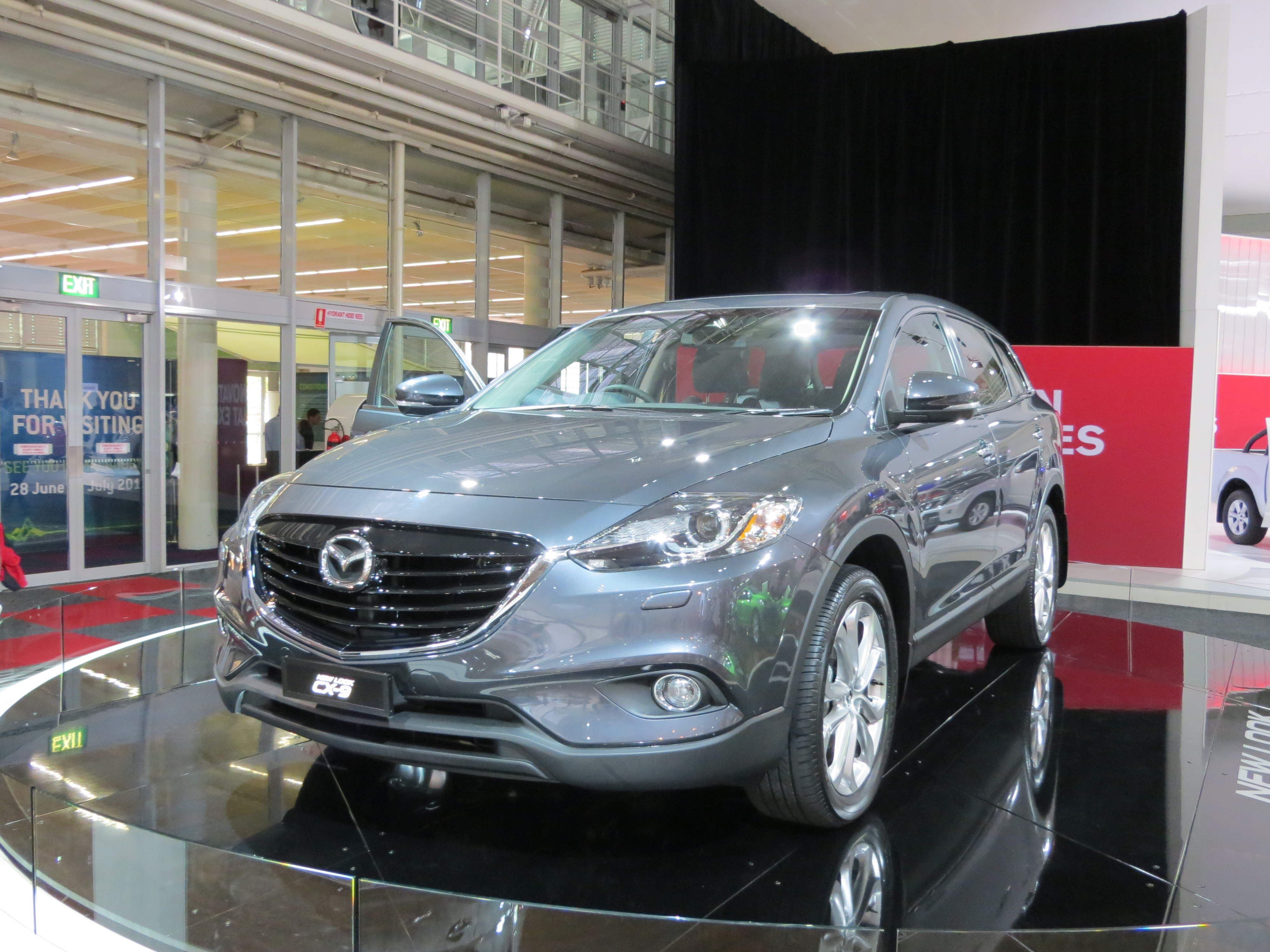
Mazda CX-9 I po drugim liftingu

Pierwsza generacja Mazdy CX-9 została po raz pierwszy oficjalnie zaprezentowana podczas targów motoryzacyjnych w Nowym Jorku 13 kwietnia 2006 roku.
Samochód został zbudowany na bazie płyty podłogowej opracowanej przez amerykański koncern motoryzacyjny Ford Motor Company CD3, która wykorzystana została do budowy m.in. Forda Edge. Pojazd otrzymał dwubryłowe nadwozie o dynamicznej sylwetce.
Początkowo pojazd napędzany był benzynową jednostką napędową w układzie V6, umieszczoną poprzecznie o pojemności 3,5 l z pośrednim wtryskiem paliwa o mocy maksymalnej 267 KM (przy 6250 obr./min) oraz maksymalnym momentem obrotowym 337 Nm (przy 4500 obr./min). W 2008 roku ofertę wzbogacono o mocniejszy silnik V6 o pojemności 3,7 l i mocy 277 KM (przy 6250 obr./min) i 366 Nm (przy 4500 obr./min). 
W 2009 roku auto przeszło pierwszy face lifting. Zmieniony został m.in. przedni zderzak z innym kształtem atrapy chłodnicy, światła przeciwmgłowe, a także dodane zostały chromowane dodatki. Przy okazji zastosowane zostały większe lusterka zewnętrzne. Z tyłu pojazdu modyfikacją poddane zostały lampy oraz ozdobna listwa umieszczona nad tablicą rejestracyjną. Przy okazji wprowadzony został nowy system multimedialny z kamerą cofania oraz zmieniarką na 9 płyt CD i 4 DVD. Do listy wyposażenia standardowego pojazdu dodany został system monitorujący martwe pole oraz ostrzegający kierowcę przed niezamierzoną zmianą pasa ruchu. 
W 2012 roku auto przeszło drugi lifting, który przeprowadzony został zgodnie z nową filozofią stylistyczną marki - KODO. Auto otrzymało nowy pas przedni z charakterystyczną atrapą chłodnicy, zderzakiem oraz reflektorami. Z tyłu pojazdu zmienione zostały lampy oraz zderzak. Przy okazji do listy wyposażeniowej dodano m.in. system ostrzegający przed przeszkodami znajdującymi się na drodze (FOWS) oraz system automatycznie przełączający światła między światłami drogowymi a mijania.
W 2008 roku samochód zdobył tytuł North American Truck of the Year.

### Wyposażenie
Standardowe wyposażenie podstawowej wersji pojazdu obejmuje m.in. system ABS z EBD oraz ESP z ASR, 6 poduszek powietrznych, system zapobiegający dachowaniu, system monitorujący ciśnienie w oponach, system bezkluczykowy, tempomat oraz skórzaną tapicerkę.
Opcjonalnie pojazd doposażyć można za dopłatą m.in. w kamerę cofania, system nawigacji satelitarnej, odtwarzacz płyt DVD oraz system audio firmy Bose.

### Silniki
| Silnik             | Pojemność skokowa [cm³] | Typ silnika        | Średnica x skok cylindra [mm] | Stopień sprężania  | Moc maksymalna [KM] przy obr./min | Maks. moment obrotowy [Nm] przy obr./min | Przyspieszenie 0-100 km/h [s] | Prędkość maks. [km/h] |                    |
| Silniki benzynowe: | Silniki benzynowe:      | Silniki benzynowe: | Silniki benzynowe:            | Silniki benzynowe: | Silniki benzynowe:                | Silniki benzynowe:                       | Silniki benzynowe:            | Silniki benzynowe:    | Silniki benzynowe: |
| ------------------ | ----------------------- | ------------------ | ----------------------------- | ------------------ | --------------------------------- | ---------------------------------------- | ----------------------------- | --------------------- | ------------------ |
| 3.5 MZI DOHC       | 3496                    | V6                 | 92,5x86,7                     | 10,3:1             | 267 (196)/6250                    | 337/4500                                 | b.d.                          | 192                   |                    |
| 3.7 MZI DOHC       | 3726                    | V6                 | 95,5x86,7                     | 10,3:1             | 277 (204)/6250                    | 366/4500                                 | 10,1                          | 192                   |                    |

## Druga generacja

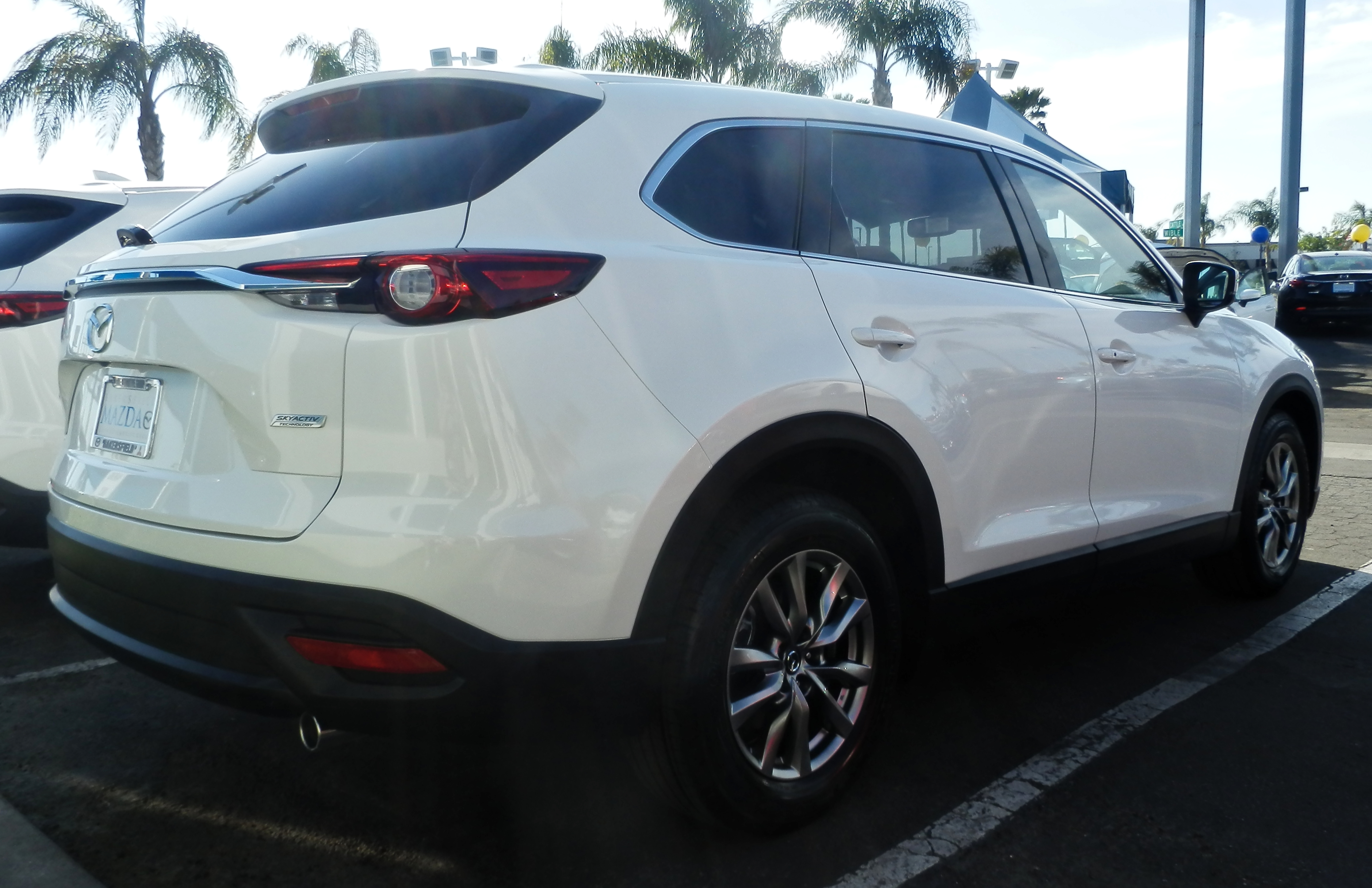
Mazda CX-9 II - tył

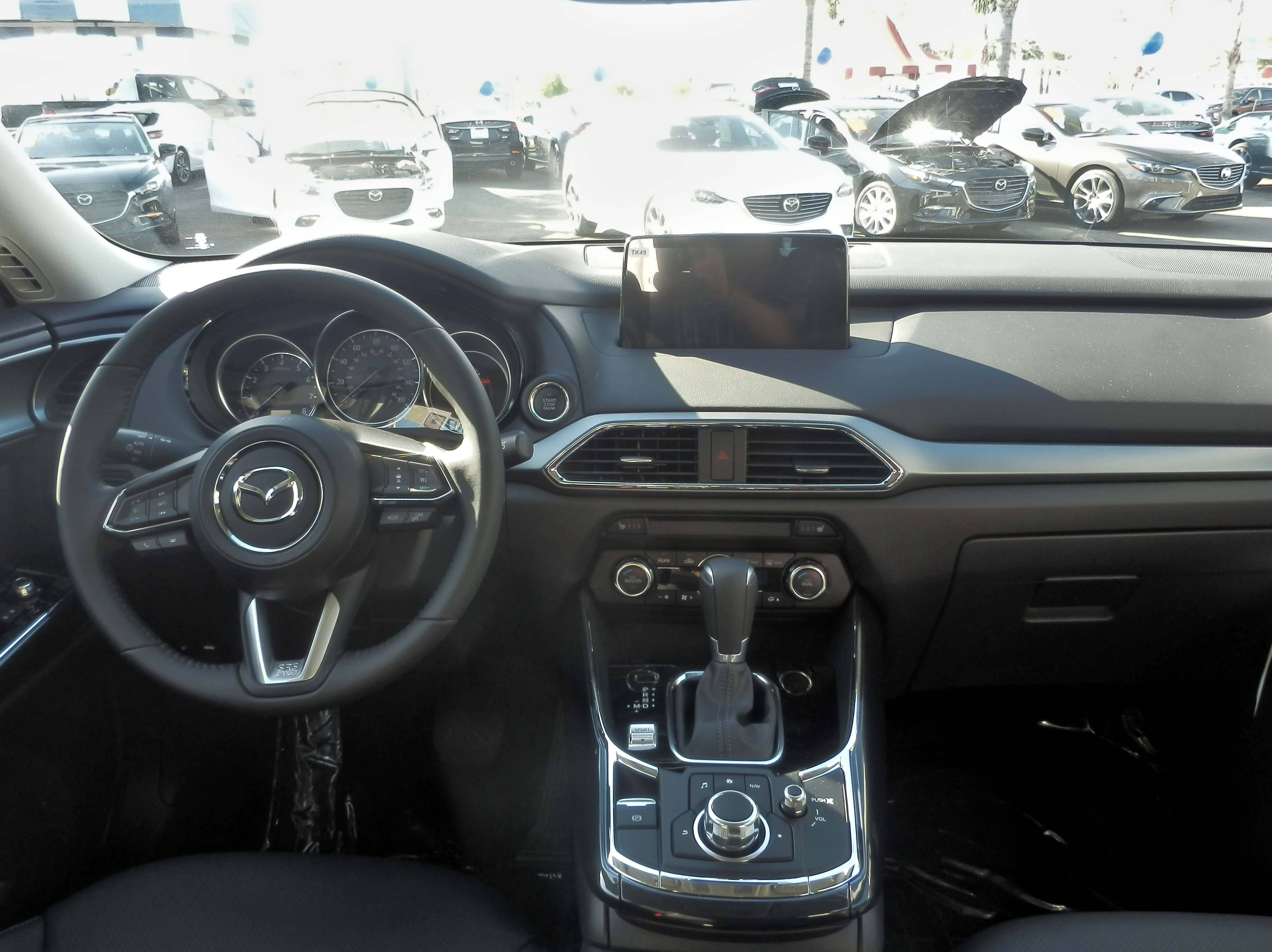
Mazda CX-9 II - wnętrze

Mazda CX-9 drugiej generacji została po raz pierwszy oficjalnie zaprezentowana podczas targów motoryzacyjnych w Los Angeles w listopadzie 2015 roku. 
Samochód został zaprojektowany zgodnie z filozofią KODO. Wprowadzone zostały także nowe silniki wykonane w technologii SKYACTIV oraz zaawansowany system bezpieczeństwa.
Auto napędzane jest turbodoładowaną jednostką benzynową o pojemności 2.5 l i mocy 250 KM i maksymalnym momencie obrotowym 420 Nm.